# Evangelische Kirche Frankenbach (Biebertal)

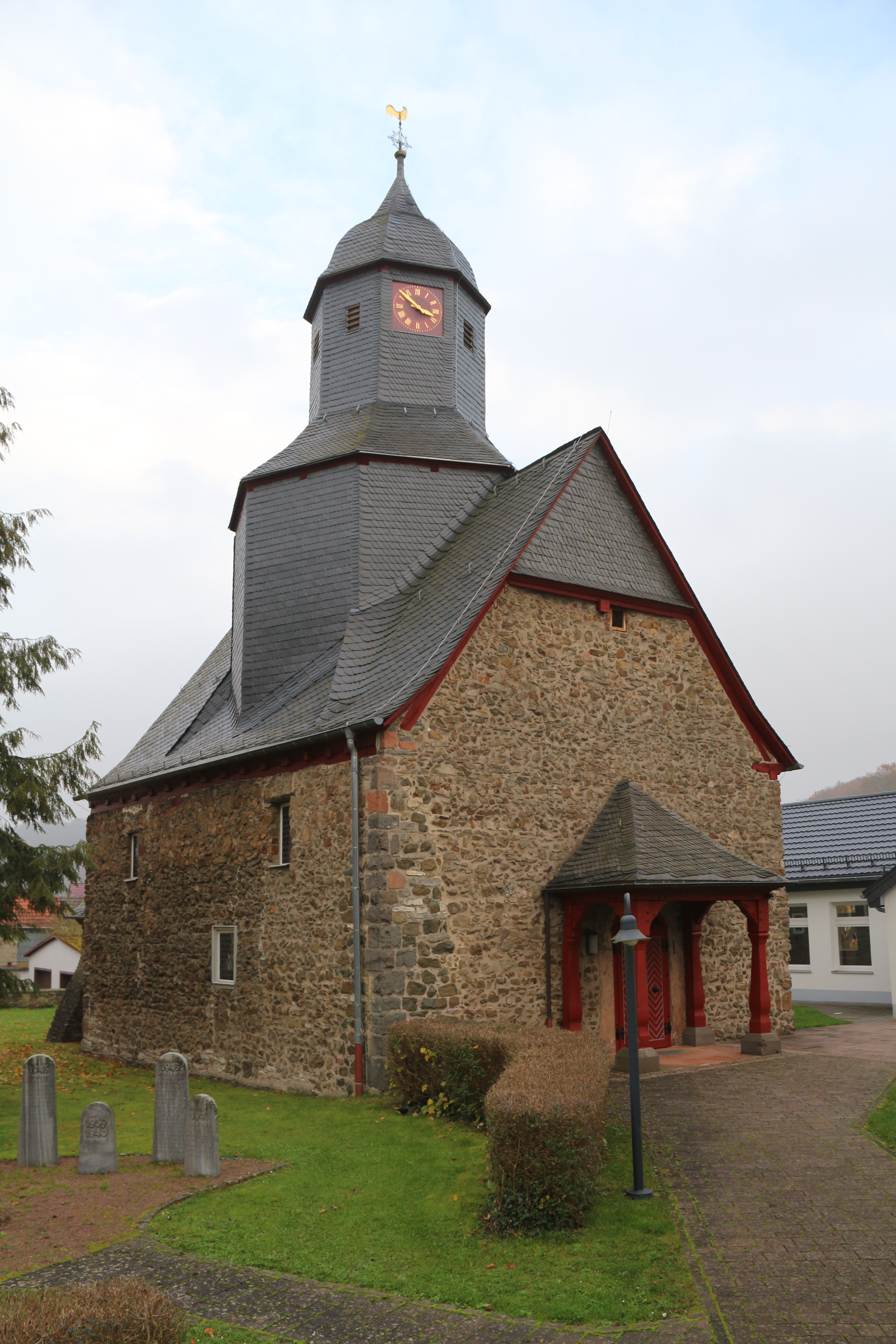
Kirche von Westen

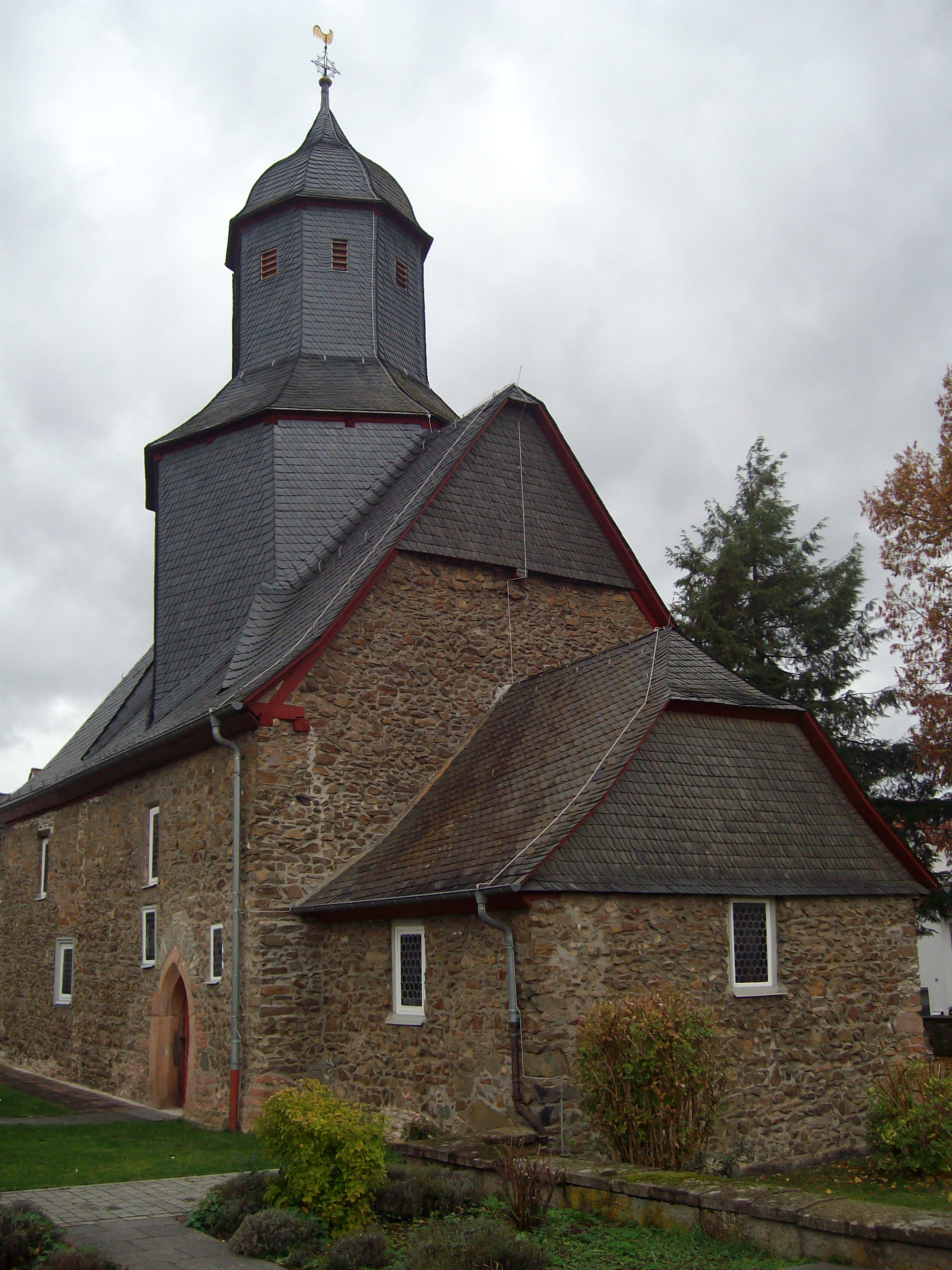
Kirche von Osten

Die Evangelische Kirche in Frankenbach im Landkreis Gießen (Hessen) ist eine gotische Saalkirche mit schmalem Rechteckchor und mächtigem Dachreiter aus dem Barock. Die Wandbemalung im Chor und am Chorbogen stammt aus dem 15. Jahrhundert. Die Kirche ist hessisches Kulturdenkmal.

## Geschichte
Im ausgehenden Mittelalter war Frankenbach dem Sendbezirk Krumbach im Archipresbyterat Wetzlar zugeordnet, das dem Archidiakonat St. Lubentius Dietkirchen im Bistum Trier unterstand.
Möglicherweise diente der rechte Pfeiler einer kleinen Pforte aus rotem Sandstein, in den die Jahreszahl 1027 eingehauen gewesen sein soll, ursprünglich als Türfassung einer romanischen Vorgängerkapelle. Die Pforte wurde in die westliche Mauerumfriedung eingebaut und ist nach der letzten Instandsetzung dieser Mauer verschwunden.
Mit Einführung der Reformation wechselte die Kirchengemeinde zum evangelischen Bekenntnis. Die Kirchengemeinde Frankenbach wurde mit der in Krumbach pfarramtlich verbunden; der Pfarrer hatte seinen Sitz in Krumbach.
In der Spätgotik wurden Portal und Fenster an der Südseite verändert. 1571 wurden Emporen eingebaut und eine Flachdecke auf drei Mittelpfosten eingezogen. Nach Verwüstungen während des Dreißigjährigen Krieges wurde die Kirche wieder instand gesetzt. Der erneuerte Dachstuhl war höher und stärker. In diesem Zuge entstand der heutige Haubendachreiter des 17. Jahrhunderts, der weitere Glocken aufnehmen konnte.
Die Wandmalereien wurden 1909 von Malermeister H. Demmer aus Wetzlar und 1949 unter Malermeister Etzelmüller aus Krumbach tiefgreifend restauriert und 1968 vom Landeskonservator konserviert. Die Kirche wurde 1945 durch Fliegerbeschuss beschädigt und 1949 ausgebessert. Im Jahr 2012 wurde der Dachstuhl erneuert und verstärkt und das Dach neu geschiefert. Im selben Jahr folgte eine Innenrenovierung.

## Architektur

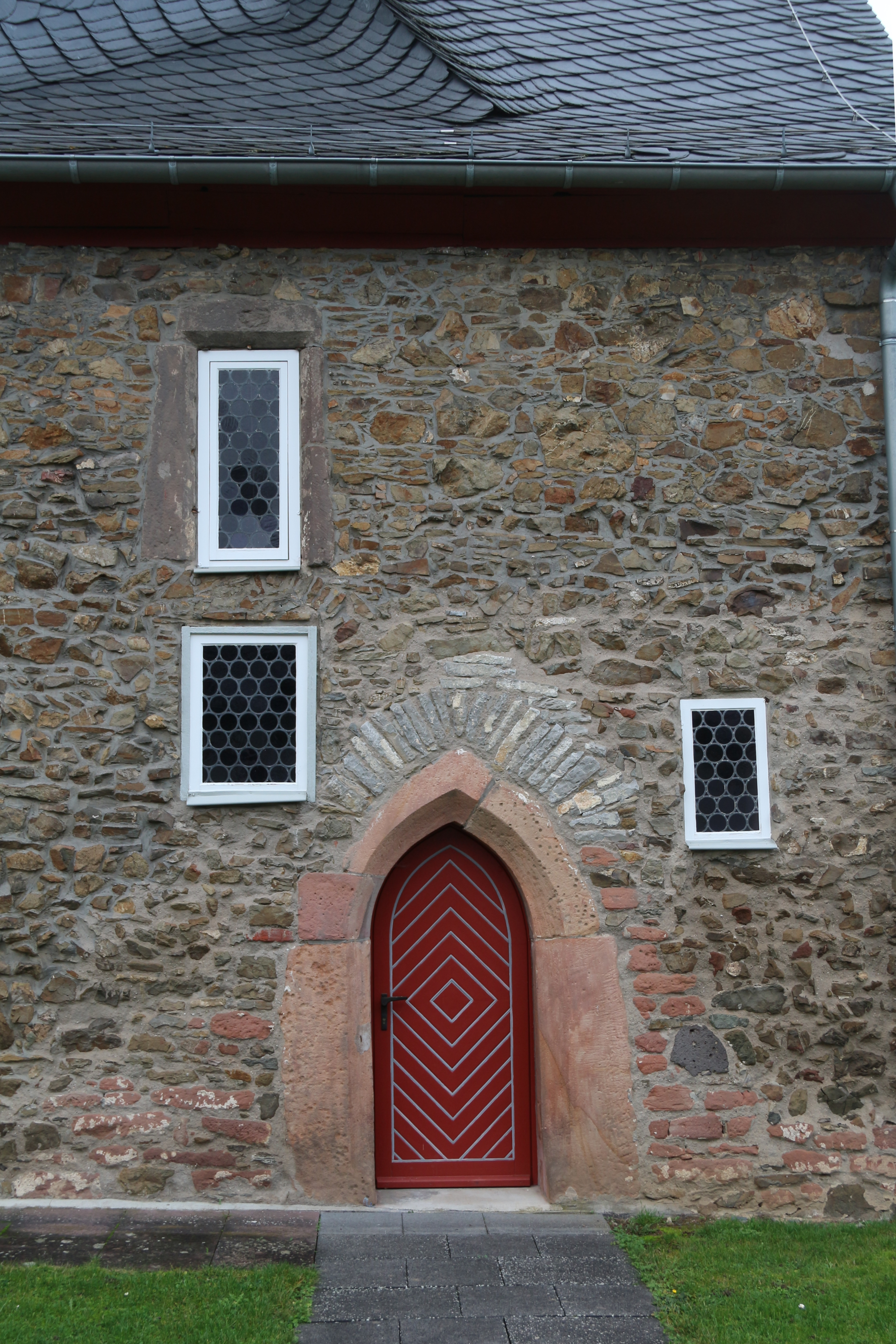
Südportal aus spätgotischer Zeit

Der nicht genau geostete, sondern nach Nordost tendierende unverputzte Saalbau aus Bruchsteinmauerwerk ist am nordöstlichen Ortsrand inmitten des ehemaligen Friedhofs errichtet.
Das Schiff auf rechteckigem Grundriss (8,32 × 12,32 Meter) hat ein Satteldach mit einem mächtigen, achteckigen, verschieferten Dachreiter, der mittig aufgesetzt ist. Der Unterbau des Dachreiters beherrscht das Satteldach und reicht fast bis zur Traufe. Pultdächer vermitteln zu dem kleineren Obergeschoss, das als Glockenstube dient. Dort sind fünf kleine rundbogige Schalllöcher und Richtung Westen das Zifferblatt der Turmuhr angebracht. Eine geschwungene Haube wird von Turmknauf, schmiedeeisernem Kreuz und Wetterhahn bekrönt. Die Spitzen der beiden Dreiecksgiebel sind verschiefert. Das Schiff wird an der Nordseite von drei kleinen Rechtfenstern und an der Südseite durch fünf kleine Rechteckfenster unterschiedlicher Größe und in unterschiedlicher Höhe belichtet. Das spitzbogige Südportal mit grober Fase ist aus rotem Sandstein gefertigt. Das leicht spitzbogige Westportal mit Sandsteingewände hat einen hölzernen Vorbau, der am rechten Pfosten mit der Jahreszahl 1920 bezeichnet ist. Das verschieferte Dach wird durch drei Holzpfeiler im Mittelschiff gesichert.
Der eingezogene Rechteckchor ist deutlich niedriger als das Schiff und hat ein Schopfwalmdach. Unter dem Dach sind die Balkenköpfe sichtbar. An jeder Seite ist ein kleines Rechteckfenster eingelassen. Ein niedriger Rundbogen öffnet den Chor zum Schiff. Der Chor hat ein Kreuzgratgewölbe über Blendnischen mit Spitzbogen.

## Ausstattung

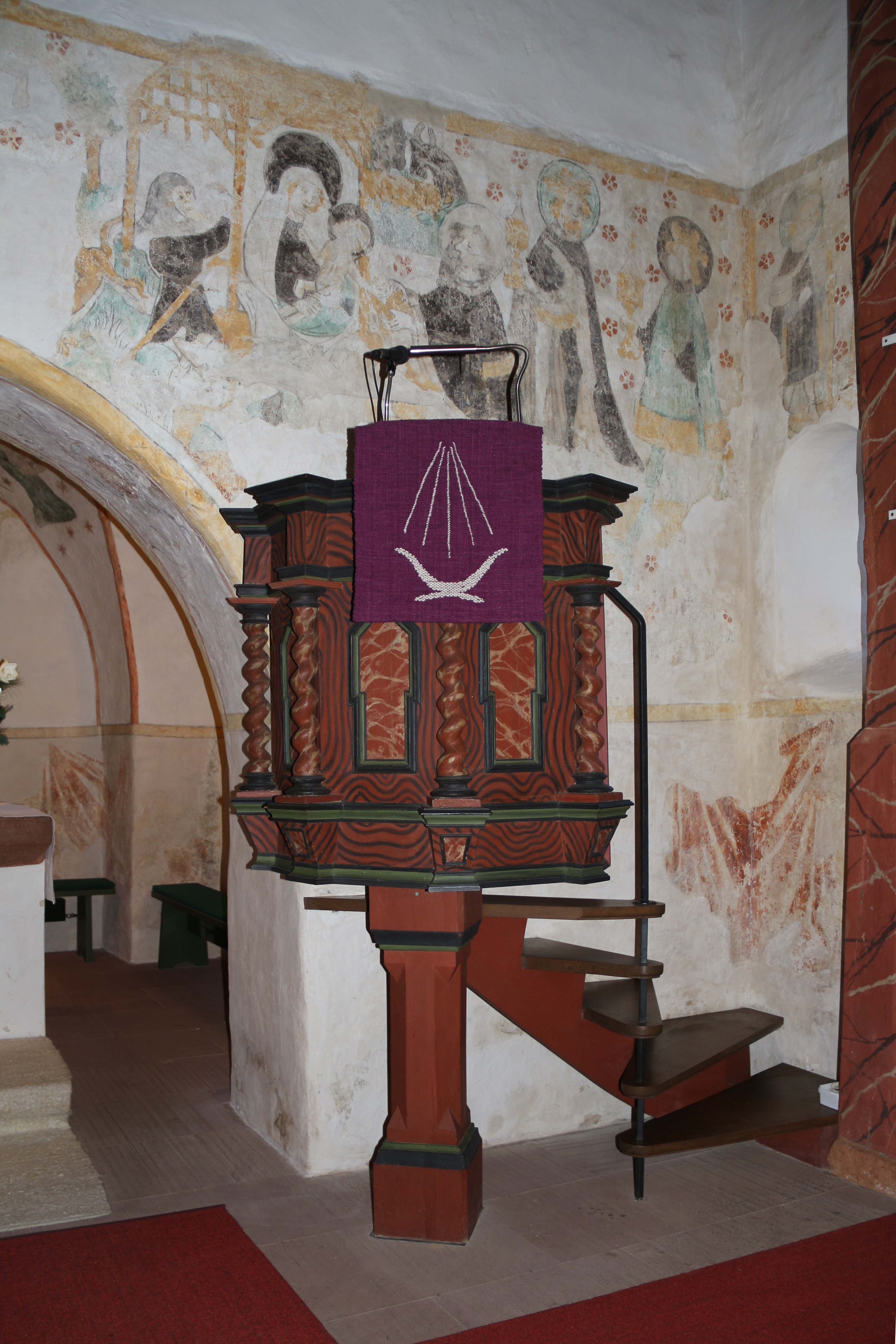
Kanzel mit Wandmalereien im Hintergrund

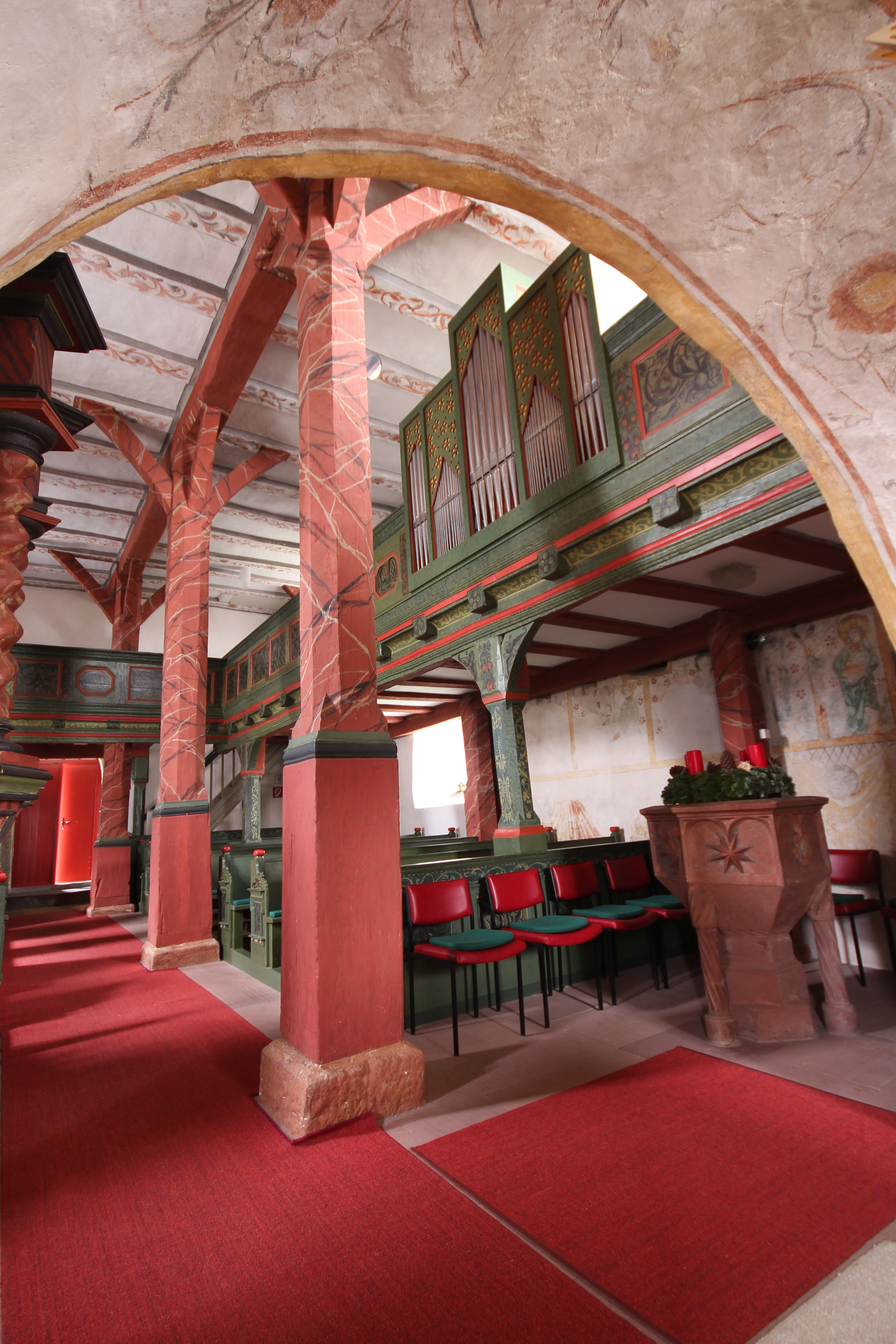
Marmorierter Stützbalken mit Kopfbändern, Chorbogen

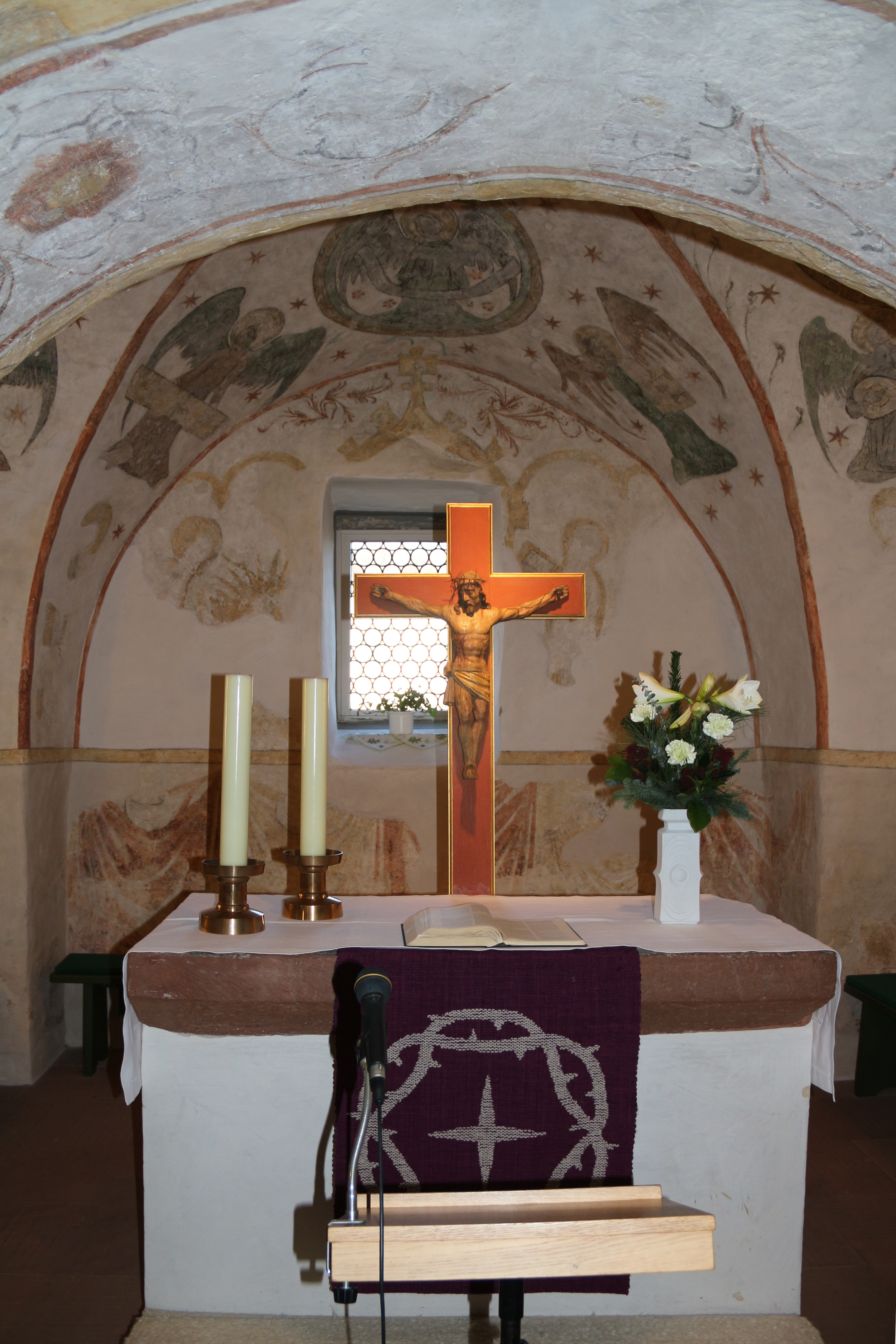
Chor mit Altar und Wandmalereien im Hintergrund

Der relativ dunkle Innenraum wird von einer Flachdecke mit drei Längsunterzügen abgeschlossen. Die äußeren Unterzüge ruhen auf je drei hölzernen, rot marmoriert bemalten Wandstützen mit je drei Kopfbändern, der mittlere Unterzug auf drei achteckigen Mittelpfosten mit je vier Kopfbändern. Die Holzpfeilerkonstruktion ähnelt der Margarethenkirche Krofdorf. Die achteckigen Mittelpfosten, die mit der Jahreszahl 1500 bezeichnet sind, haben viereckige Basen. Die weißen Querbalken der Decke sind mit Rankenwerk bemalt. Die Wandmalereien in Schiff und Chor stammen aus dem Ende des 15. Jahrhunderts. An der Nordwand unter der Orgelempore ist die Kreuzigungsszene dargestellt. Wie im Chor ist in der unteren Ebene ein Vorhang aufgemalt. An den beiden Seiten des Südportals sind Reste von Jagdmotiven (Falke) erhalten, die möglicherweise auf den Stifter hinweisen. Am Chorbogen über der Kanzel ist die Anbetung der Könige zu sehen. An der Südwand wird die Szene fortgeführt und zeigt zwei Hirten. Das Chorgewölbe ist im Schlussstein mit dem Lamm, das die Siegesfahne hält, und auf den Kappen mit den vier Evangelistensymbolen bemalt, die von musizierenden Engeln flankiert werden. Die unteren Zwickel zeigen Apostelfiguren. Der untere Bereich wird durch ein durchlaufendes gelbes Band abgetrennt, unter dem ein rot-gelb gefalteter Vorhang aufgemalt ist. Am südlichen Doppelfenster ist eine Umrahmung aus barocker Zeit erhalten. Der Boden der Kirche ist mit roten Sandsteinplatten belegt, während das Gestühl auf Holzdielen steht.
Die aufgemauerte Altarmensa mit Platte aus rotem Sandstein über Schräge stammt aus gotischer Zeit. Auf ihr steht ein hölzernes Altarkreuz mit einem Kruzifix des Dreinageltypus aus dem 17. Jahrhundert in moderner Fassung. Der sechsseitige spätgotische Taufstein wurde im Zweiten Weltkrieg leicht beschädigt. Drei gedrehte Freisäulen, von denen eine nicht mehr unversehrt ist, tragen die Kuppa, die von Stern, Rose, Wappen, Maßwerk und Steinmetzzeichen verziert wird. Einer großen Fratze am Taufstein wurde vermutlich apotropäische Wirkung zugeschrieben.
Die hölzerne Innenausstattung ist weitgehend in Rot- und Grüntönen gehalten. Die 1571 eingebaute, dreiseitig umlaufende Empore wies ursprünglich vierkantige Baluster auf, die im 18. Jahrhundert durch die heutigen Brüstungsbilder im Stil barocker Bauernmalerei ersetzt wurden. Die Profile der grünlich marmorierten Balken sind mit Rot abgesetzt. Die kassettierten Füllungen und die achteckigen Emporenpfosten sind mit Rankenwerk und floralen Motiven in Grüntönen bemalt. In den Zwischenfeldern wechseln sich geometrische und florale Motive ab. Die Balkenköpfe sind mit Blumen bemalt. Die Profile der Empore heben sich in Rot ab. Die Nordempore unter der Orgel trägt eine Inschrift, deren obere Zeile durch eine Überschalung halb verdeckt ist: „VESPERA · IAM · VENIT · NOBISCVM · CHRISTE · MANETO“ (Schon kommt der Abend. Bleib bei uns, Christus). Die untere Zeile lautet: „EXTINGVI · LVCEM · NE · PATIARE · TVAM“ (dulde nicht, dass dein Licht ausgelöscht wird).
Das hölzerne Kirchengestühl aus der Mitte des 17. Jahrhunderts hat kunstvoll gestaltete Wangen und an der Rückseite gemaltes Rankenwerk, die an die Motive der Emporenfelder erinnern. Ähnlich ist das Gestühl in der Rodheimer Kirche gearbeitet. Die hölzerne, polygonale Kanzel von 1715 steht auf einem viereckigen Holzpfosten. Die kassettierten Füllungen der Kanzelfelder werden durch gedrehte Freisäulen über Konsolen gegliedert.

## Orgel

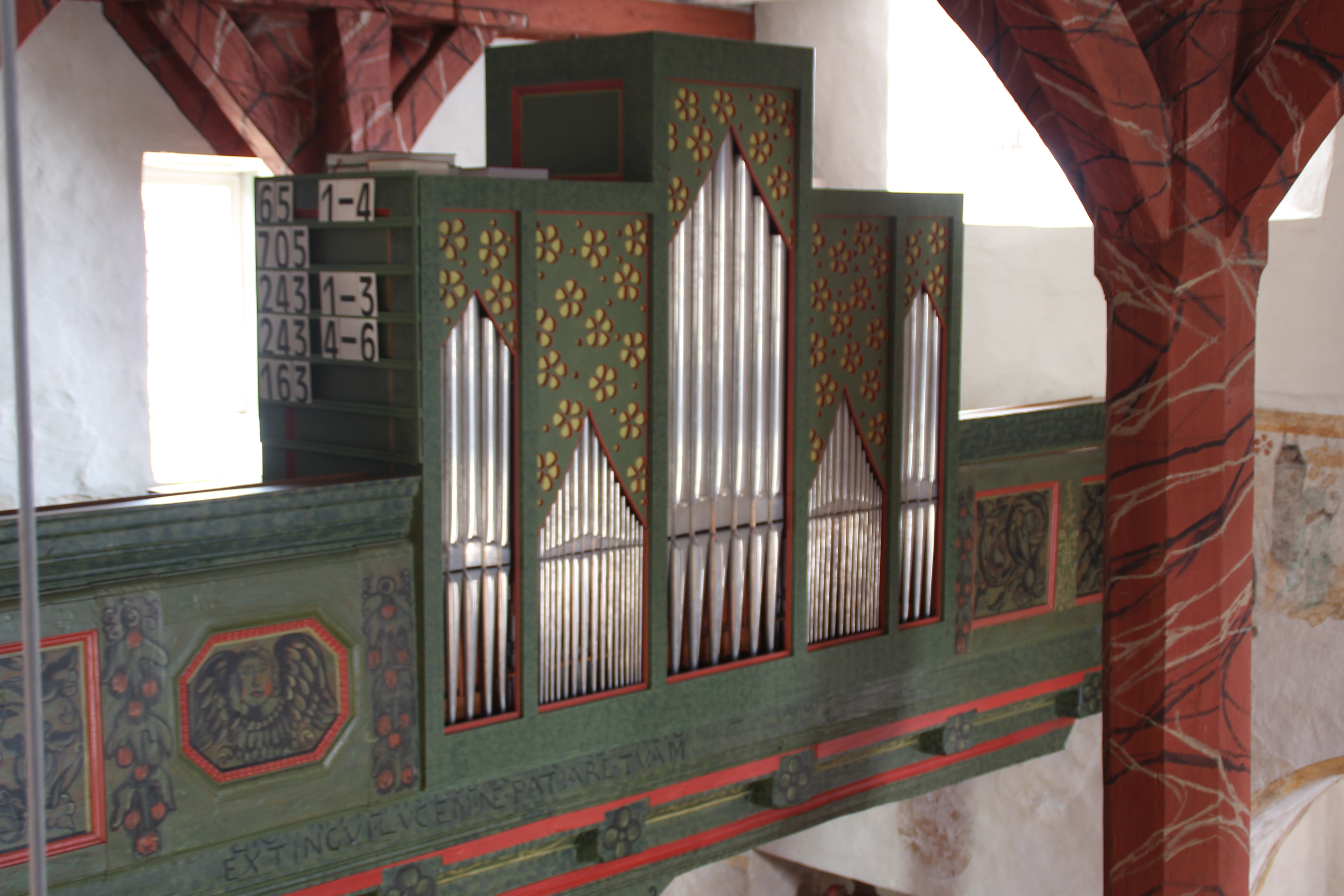
Orgel

Eine Vorgängerorgel im Chorbogen wird im Jahr 1899 als abgängig beschrieben. Die Gemeinde beschloss einen Neubau, war sich aber im Hinblick auf eine Umsetzung der Orgel nicht einig, sodass es bei dem alten Standort blieb. Die Gebrüder Bernhard bauten 1900/1901 ein neues Werk mit sieben Registern auf einem Manual und Pedal. Der fünfteilige Prospekt wurde übernommen und die hinterspielige Brüstungsorgel in der Empore über dem Chorbogen eingelassen.
Die heutige Orgel von Gerald Woehl aus dem Jahr 1976 hat ihren Platz als Brüstungsorgel in der Nordempore gefunden und verfügt über sechs Register. Das hölzerne Pedalregister Subbass 16′ ist hinterständig aufgestellt. Die Frankenbacher Orgel weist folgende Disposition auf:
| I Manual C–f3 |    |
| Gedackt       | 8′ |
| Prinzipal     | 4′ |
| Rohrflöte     | 4′ |
| Gemshorn      | 2′ |
| Mixtur III    |    |

| Pedal C–d1 |     |
| Subbass    | 16′ |

- Koppeln: I/P

## Glocken
Der Dachreiter beherbergt ein Dreiergeläut. Die älteste Glocke aus vorreformatorischer Zeit wurde im Jahr 1498 gegossen, als auch der erste kleine Dachreiter entstand. Sie ist ohne Beschriftung und wird von den Frankenbachern „Das Bimbelche“ genannt. Die große Glocke von Johannes Henschel datiert von 1714. Die mittlere Glocke von 1786 wird auch „Feuerglocke“ genannt und wurde von Friedrich Wilhelm Otto aus Gießen gegossen.
| Nr. | Gussjahr | Name                      | Durchmesser (mm) | Schlagton | Inschrift |
| 1   | 1714     | Große Glocke              | 830              | h1        | JOHANNES HENSEL GOS MICH VOR DIE GEMEINN FRANKENBACH ANNO 1714 |
| 2   | 1786     | Mittlere oder Feuerglocke | 720              | cis2      | ANNO 1786 GOS MICH IN GIESEN FRIEDRICH WILHELM OTTO VOR DIE GEMEINDE FRANKENBACH JOHAN ADAM SCHMITT SCHULTHEIS / JOHAN LUDWICH EHLER / JOHANNES JOST BEIDE VORSTEHER / JOHANNES GERTH BORGEMEISTER |
| 3   | 1498     | Ave-Glocke                | 510              | gis2      | – |